# Rue Quentin-Bauchart
La rue Quentin-Bauchart est une voie du 8e arrondissement de Paris.

## Situation et accès
Elle commence au 44, avenue Marceau et se termine au 79, avenue des Champs-Élysées.

## Origine du nom
Cette voie rend hommage à Pierre Quentin-Bauchart, né le 28 avril 1881 à Paris et mort au champ d'honneur le 8 octobre 1916 à Bouchavesnes (Somme). Lauréat de l'Ecole des sciences politiques et docteur ès lettres, il succède à son père Maurice Quentin-Bauchart (1857-1910) comme conseiller municipal du quartier des Champs-Élysées (1911-1916), dans le 8e arrondissement de Paris. Capitaine du 72e régiment d'infanterie pendant la Première Guerre mondiale, il est mortellement blessé en inspectant ses premières lignes à Bouchavesnes (Somme).

## Historique
La rue Quentin-Bauchart est le prolongement jusqu'aux Champs-Élysées de la rue de Chaillot qui, dans sa partie comprise entre la rue Georges-Bizet et l'avenue Marceau, n'est autre que l'ancienne rue principale du village de Chaillot. Cette section porta d'ailleurs le nom de « rue de Chaillot » jusqu'à être rebaptisée en 1919 en l'honneur de Pierre Quentin-Bauchart, conseiller municipal de Paris mort au champ d'honneur à Bouchavesmes (Somme), pendant la Première Guerre mondiale.
André Becq de Fouquières écrit : « La rue Quentin-Bauchart actuelle n'est rien qu'une partie de la vieille rue de Chaillot, prise entre l'avenue Marceau et l'avenue des Champs-Élysées. Cette voie infortunée a changé d'âme et de nom et les administrateurs de la ville de Paris ont encore cru devoir modifier le numérotage des maisons ! Si bien que les quelques Parisiens restés fidèles à la résidence de leurs pères n'ont point gardé la même adresse. »
Au nord de cette rue, à l'emplacement des actuelles avenue George-V et rues Bassano, Magellan, Christophe-Colomb et Euler, se trouvait autrefois l'hospice Sainte-Perrine, créé en 1806 à l'emplacement d'une abbaye supprimée en 1790. En 1858, pour permettre le percement de l'avenue de l'Alma (actuelle avenue George-V), cet hospice fut transféré au 17, rue Chardon-Lagache dans le 16e arrondissement de Paris.

## Bâtiments remarquables et lieux de mémoire
- No 4 (ancien 34, rue de Chaillot) : « L'hôtel de Mme Alfred Lot, qui était 34, rue de Chaillot, se trouve être celui de Mme Maurice Lot, 4, rue Quentin-Bauchart, et là figure aussi aujourd'hui le nom du comte Jean d'Aramon qui succède à cette place au comte Guillaume d'Aramon[2]. »
- No 5 : Henry Ruhl (1869-1953) y est mort.
- No 6 : siège du Centre national des indépendants et paysans jusqu'en 2017.
- No 7 : Institut Cervantes de Paris, centre culturel espagnol[3] (cf. l'ambassade d'Espagne).
- No 17 : ambassade du Brésil dans les années 1920[4].
- No 18 : dernier domicile parisien de Joseph Kessel.
- No 23, au croisement avec la rue Vernet : arrière de l'hôtel Fouquet's Barrière (entrée 46 avenue George-V). Conçue en 2006 par l'architecte Édouard François, la façade présente un immeuble haussmannien de couleur grise en trompe-l'oeil, percé de fenêtres indépendantes des lignes classiques du bâtiment[5].

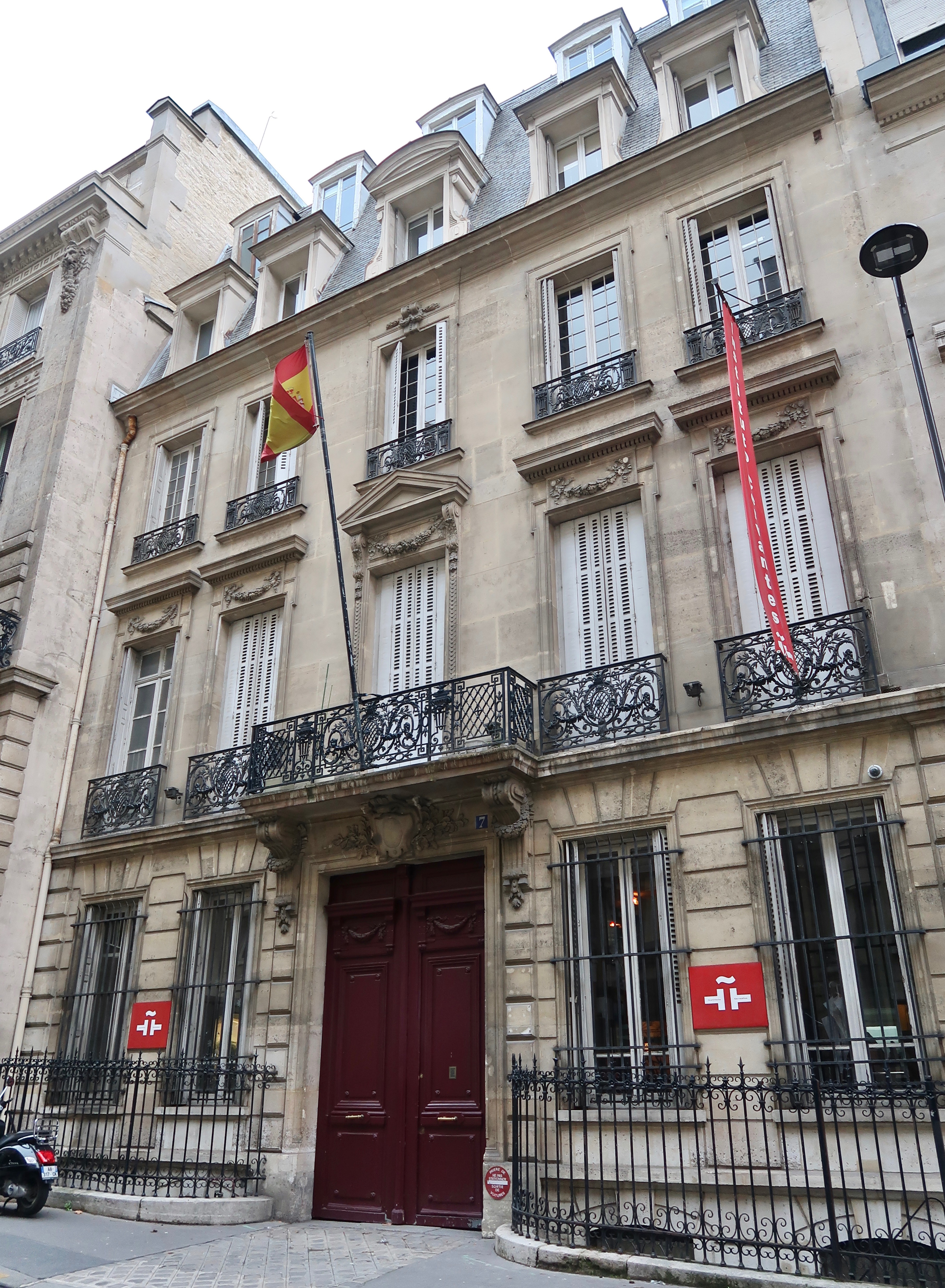
Institut Cervantes de Paris.

### Bâtiments détruits
- No 8 (ancien 38, rue de Chaillot) : hôtel de Kerjégu. Hôtel de James de Kerjégu (1846-1909), avec des jardins s'étendant jusqu'à la rue Pierre-Charron et l'avenue George-V[6],[2]. James de Kerjégu fut député du Finistère de 1889 à 1908, président du Conseil général à partir de 1895, et envisagea un moment de se présenter à la présidence de la République. Il avait épousé en secondes noces en 1883 Laure de Haber, fille d'un banquier du grand-duché de Bade, veuve en premières noces d'Octave de Béhague. La fortune considérable de sa femme lui permit d'acquérir l'hôtel de la rue de Chaillot et de faire construire en Bretagne le château de Trévarez. Sybil Carmen, actrice américaine, y meurt le 14 avril 1929[7],[8],[9].
- No 10 (ancien 40, rue de Chaillot) : hôtel de La Ferronays[6],[2]. Résidence du marquis Henri de La Ferronnays (1842-1907), maire de Saint-Mars-la-Jaille, député et président du conseil général de la Loire-Atlantique. Son fils, Henri de La Ferronays (1876-1946), diplomate puis également député et président du Conseil général de Loire-Atlantique, épousa en 1906 Françoise de Kerjégu (1885-1958), fille du propriétaire de l'hôtel voisin du no 8. La famille de La Ferronays était très catholique et conservatrice et ce mariage ne fut d'abord pas agréé par James de Kerjégu, républicain et libéral, proche de Jean Casimir-Perier (voir « Famille de La Ferronnays »).
- No 20 (ancien no 96, puis no 50) : hôtel Roussel. En 1883, les parents de l'homme de lettres Raymond Roussel, Eugène Roussel (1832-1894), agent de change, et sa femme née Marguerite Moreau-Chaslon (1847-1911), fille d'Aristide Moreau-Chaslon, président de la Compagnie générale des omnibus, s'installent dans un vaste et luxueux hôtel particulier situé alors au 50, rue de Chaillot[10]. Marguerite Roussel « habituée de l'Opéra, […] est l'amie d'Albert Carré, successeur de Carvalho à la direction de l'Opéra-Comique en 1898, et de la cantatrice Rose Caron, interprète de Wagner. Elle les reçoit chez elle, rue de Chaillot, au milieu de nombreuses œuvres d'art, qui seront en partie dispersées après sa mort. Elle a dans son salon une harpe. Elle apprécie les peintres à la mode : Madeleine Lemaire […], qui fait un portrait de Raymond enfant ; et elle possède huit aquarelles d'Eugène Lami. Devenue veuve, elle bénéficie de deux millions-or de revenus et dépense sans compter : on la voit acheter chez Wildenstein une petite table ancienne pour la bagatelle de 75 000 francs-or, ou un ameublement de salon qui avait appartenu au comte Boni de Castellane et figuré à l'Exposition rétrospective de l'Art français au Petit Palais, en 1900. Elle reçoit somptueusement. Dans son hôtel de la rue de Chaillot, quatre valets de pied vêtus à la française se tiennent dans l'escalier. Jacques Doucet[Lequel ?] est invité à ses dîners. On dit aussi qu'elle est morphinomane[11]. »… Elle possède des tableaux de Snyders, Desportes, Drouais, Nattier, Fragonard, Lépicié, Greuze, Hubert Robert, Gainsborough, Sir Thomas Lawrence, Corot, etc., des tapisseries de Beauvais et des Gobelins ainsi qu'une collection de porcelaines de Saxe. Lorsqu'elle meurt en 1911, une part importante du mobilier et des collections est vendue[12]. L'hôtel passe à sa fille, Germaine Roussel (1873-1930), duchesse d'Elchingen par son mariage avec Charles Ney (1873-1933). « L'hôtel […] est devenu le siège d'un organisme américain qui veille à l'entretien des cimetières militaires » (en 1953)[2].
- No 22 (ancien no 98, puis no 52 ; angle de l'avenue des Champs-Élysées) : hôtel de Gramont. Construit à l'emplacement d'une caserne qui existait sous le Second Empire. « Là fut l'hôtel du duc de Gramont, qui avait épousé en premières noces Mlle de Beauvau, puis avait contracté un second mariage avec Mlle de Rothschild et enfin un troisième avec la princesse Marie Ruspoli. C'est la troisième duchesse de Gramont qui donna deux mois avant la guerre, en 1914, ce fameux Bal des Crinolines qui fut un événement mondain[13]. » L'hôtel avait été acquis par le duc et la duchesse de Gramont des héritiers du comte Wladimir Anatole de Montesquiou-Fezensac[14]. Il est décrit avec précision par Élisabeth de Gramont dans ses Mémoires : « Cet hôtel était composé d'un corps de bâtiment précédé d'une cour, et de deux ailes reliées par trois grilles. Celles-ci étaient surmontées d'une paire de sauvages en bronze, armes parlantes de M. Sauvage de Brantes, beau-frère du comte de Montesquiou, qui avait épousé Mlle Sauvage[15]. La grille centrale ne s'ouvrit que deux fois pour laisser passer, à vingt ans d'intervalle, les chars funèbres de mes parents, celui de ma mère[16] en 1905, celui de mon père en 1925. Les jours de grande réception, les voitures entraient par la première grille et sortaient par la troisième. En face des grilles il y avait un perron de plusieurs marches abrité par une marquise et accédant à un haut péristyle soutenu par quatre colonnes. Le groupe allégorique en marbre Le Passage du Rhin (1892) sculpté par Dalou ornait le mur du fond[17]. Un escalier à double révolution partant du péristyle occupait le corps principal du bâtiment. Deux grands Hubert Robert provenant de l'hôtel de Luynes[18] trouaient les murs sur des perspectives de ponts et de torrents. L'aile gauche comprenait les salons de réception, en enfilade sur les Champs-Élysées : un grand salon, une salle de bal, le fumoir, le boudoir ; l'aile droite, la salle à manger et les chambres, donnant sur la rue de Chaillot. Nos chambres étaient au deuxième étage sur cette rue, et nos salles d'études au deuxième étage sur les Champs-Élysées. Il nous était défendu de passer par le couloir des cochers et des domestiques qui reliait les deux ailes, si bien qu'à la fin de chaque journée, la navette entre les chambres et les salles d'études représentait une bonne douzaine d'étages, ce dont notre institutrice se plaignait amèrement. Le boudoir de ma mère était aux Champs-Élysées, aussi se tenait-elle le plus souvent dans sa chambre. Cet hôtel était mieux conditionné pour l'apparat que pour l'intimité. Pour meubler ce volume, il y eut pendant plusieurs années un va-et-vient considérable d'ouvriers, de tapissiers et d'antiquaires. Mes parents suivaient les grandes ventes, achetant abondamment des meubles, des tableaux, des livres, des porcelaines précieuses[19]. » La duchesse de Gramont donne de grandes fêtes : Élisabeth de Gramont a calculé que ses parents reçurent 90 000 personnes rue de Chaillot. « La rue de Chaillot fut la maison de Paris où l'on reçut le mieux et le plus fastueusement. Mon père adorait avoir du monde et ma mère dirigeait cette usine à réceptions avec une science consommée[20]. » Parmi les habitués de la maison, on compte Mme de Cassin, Mme Howland, Mme Émile Straus[21]. « Les journées de la duchesse sont rythmées avec une régularité impressionnante : elle sort tous les jours en voiture à trois heures et demie, précédée d'un valet de pied, avec sous le bras une chemise pleine de billets à rendre, les visites à faire ; à sept heures et demie elle rentre et, pendant que la femme de chambre la débarrasse de ses fourrures ou de ses ombrelles, elle raconte à ses enfants ses après-midis. Une ou deux fois par semaine, assise en robe de Worth, elle reçoit rue de Chaillot de trois à huit heures[22]. » L'hôtel a été détruit et remplacé par un immeuble abritant le cinéma Le Biarritz. Depuis 2015, la boîte de nuit Queen, s'y trouve.
- Ancien no 65, rue de Chaillot : hôtel de Bénardaky[23],[13],[24] : « L'hôtel de Bénardaky […] était, au 65, le logis d'une des plus belles dames de la société parisienne. Mme Nicolas de Bénardaky, femme du conseiller d'État russe[25], était la belle-sœur de la comtesse Vera de Talleyrand et de Mme Nisard. Son arrivée, dans toutes les réunions où elle était conviée, était toujours saluée par des murmures admirateurs, et mon frère Pierre m'a conté que ce fut une véritable entrée à sensation que celle de Mme de Bénardaky, à un bal costumé donné en l'hôtel Cernuschi, et où elle apparut, minuit sonnant, drapée et casquée en Walkyrie, dans tout l'épanouissement de sa beauté[13]. » C’est dans la demeure parisienne de Nicolas de Bénardaky que fut créé le 28 février 1888 l’Andante cantabile du Quatuor à cordes no 1 (op. 11) de Tchaïkovsky.
- Ancien no 99 : hospice Sainte-Perrine, transféré en 1858.
- Ancien no 101 : petit hôtel particulier (démoli en 1910) ancienne demeure de l'actrice Blanche Dantigny (1840-1874), puis de la courtisane Cora Pearl (1835-1886)[6]. C'est dans cet hôtel que s'est déroulé en 1872 le « drame de la rue de Chaillot » qui a failli coûter la vie au jeune héritier des établissements de restauration dits « bouillons Duval » (voir L'affaire Duval) ;
- Ancien no 104 : hôtel de Choiseul-Gouffier. Construit en 1812 (voir « Rue Lincoln »).